# Siemionowka (obwód biełgorodzki)
Siemionowka (ros. Семёновка) – wieś w Rosji, w obwodzie biełgorodzkim, w rejonie nowooskolskim. W 2021 liczyła 107 mieszkańców.